# Ojacastro
Ojacastro ist ein Ort und eine Gemeinde (municipio) am Oberlauf des Río Oja in der spanischen Region La Rioja mit 179 Einwohnern (Stand: 2024). Zum municipio gehören mehrere, nahezu allesamt verlassene Weiler im Umland: Tondeluna, Arviza, Uyarra, San Asensio de los Cantos und andere.

## Lage
Ojacastro liegt am Oberlauf des Río Oja im äußersten Westen der Provinz La Rioja in einer Höhe von knapp 800 Metern. Gut 57 Fahrtkilometer trennen den Ort von Logroño; die nächstgrößere Stadt ist Ezcaray (etwa drei Kilometer südlich). Die am Jakobsweg gelegene Kleinstadt Santo Domingo de la Calzada befindet sich knapp 12 Kilometer nordöstlich.

## Bevölkerungsentwicklung
| Jahr      | 1960 | 1970 | 1981 | 1991 | 2001 | 2010 |
| Einwohner | 651  | 448  | 261  | 245  | 240  | 209  |

In der 2. Hälfte des 19. bis zur Mitte des 20. Jahrhunderts hatte der Ort stets zwischen 750 und 1000 Einwohner; infolge der Mechanisierung der Landwirtschaft und des daraus resultierenden geringeren Arbeitskräftebedarfs ist die Zahl der Einwohner seit der Mitte des 20. Jahrhunderts deutlich zurückgegangen.

## Wirtschaft
An erster Stelle im Wirtschaftsleben der Gemeinde steht traditionell die Landwirtschaft und hier vor allem Viehzucht (Schafe, Ziegen, Kühe). In geschützten Lagen wurden früher auch Weizen, Gerste, Kartoffeln sowie Gemüse kultiviert.

## Geschichte
Die Region gehörte vor dem Eingreifen römischer Heere zum Siedlungsgebiet der keltischen Stämme der Autrigonen und Beronen. Unter der römischen Herrschaft gehörten der  Norden und die Mitte der Iberischen Halbinsel zur Provinz Tarraconensis. Spärliche Funde, vor allem aber der Name des Ortes lassen darauf schließen, dass sich in der Nähe von Ojacastro ein römisches Militärlager (castrum) befand.
Urkundlich erstmals erwähnt wird der Ort im Jahr 939 in einer – wahrscheinlich im 13. Jahrhundert gefälschten – Urkunde (Votos de San Millán) des kastilischen Grafen Fernán González. Sicher belegt dagegen ist die Nennung in einem Dokument Sanchos II. von Navarra aus dem Jahre 974. Weitere Nennungen folgen im 11. Jahrhundert unter den Namen Oxa Castro, Oxacastro, Oia Castro, Oggacastro, Olia Castro, Hojacastrum, Oiacastro, Ogia Castro, Ojiacastro etc. Im Jahr 1312 erhielten die Orte am Oberlauf des Río Oja von Ferdinand IV. von Kastilien die Anerkennung ihrer Gewohnheitsrechte und weitere Steuerprivilegien (fueros). Während das Gebiet politisch zu Kastilien gehörte, sprach die Bevölkerung der Bergregionen noch lange Zeit baskisch.

## Sehenswürdigkeiten

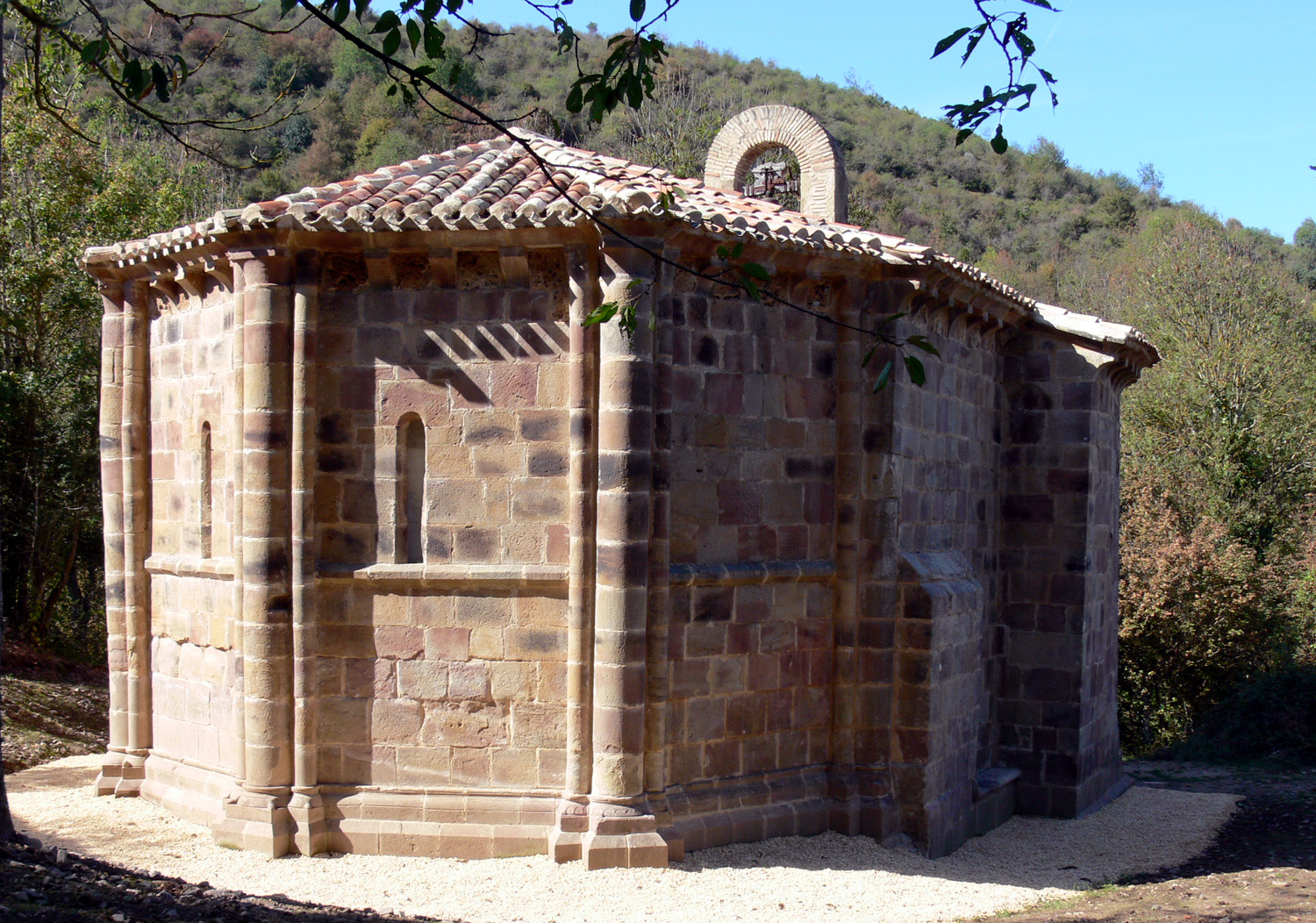
Ermita de la Ascensión

- Die einschiffige Renaissance-Pfarrkirche (Iglesia parroquial de San Julián y Santa Basilisa) aus dem 16. Jahrhundert hat ein Querhaus und gotische Rippengewölbe. Vor allem wegen ihres qualitätvollen, mit diversen Figuren versehenen Kassettenportals ist sie als Kulturgut (Bien de Interés Cultural) anerkannt. Sie hat einen Westturm mit quadratischem Grundriss und einen flachen Chorschluss.
- Auf dem Dorfplatz steht eine Gerichtssäule (rollo oder picota), die die gerichtliche aber auch die politische Selbständigkeit des Ortes dokumentieren sollte.
- Die meisten Häuser im Ort bestehen aus Bruchsteinmauerwerk – manchmal mit einem Obergeschoss aus einfachen Fachwerk. Einige haben Eckfassaden (chaflanes).

San Asensio de los Cantos
- Die aus exakt bearbeiteten Hausteinen gefügte romanische Einsiedlerkirche (Ermita de la Ascensión) im fast verlassenen Weiler San Asensio de los Cantos beherbergt im Inneren ein romanisches Taufbecken. Sowohl das einschiffige Langhaus als auch die um eine Stufe erhöhte zweifenstrige Apsis sind eingewölbt.

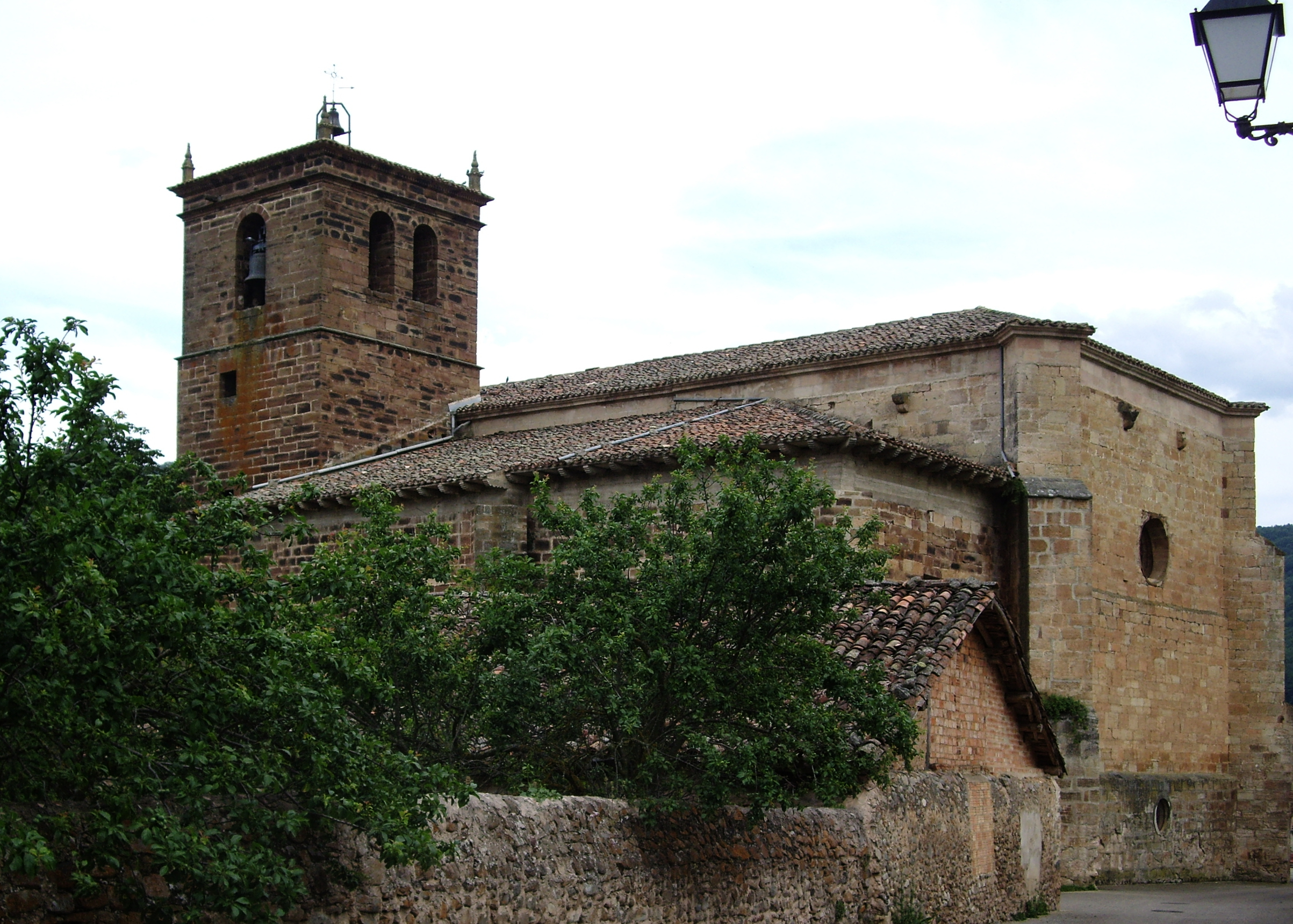
Iglesia parroquial de San Julián y Santa Basilisa
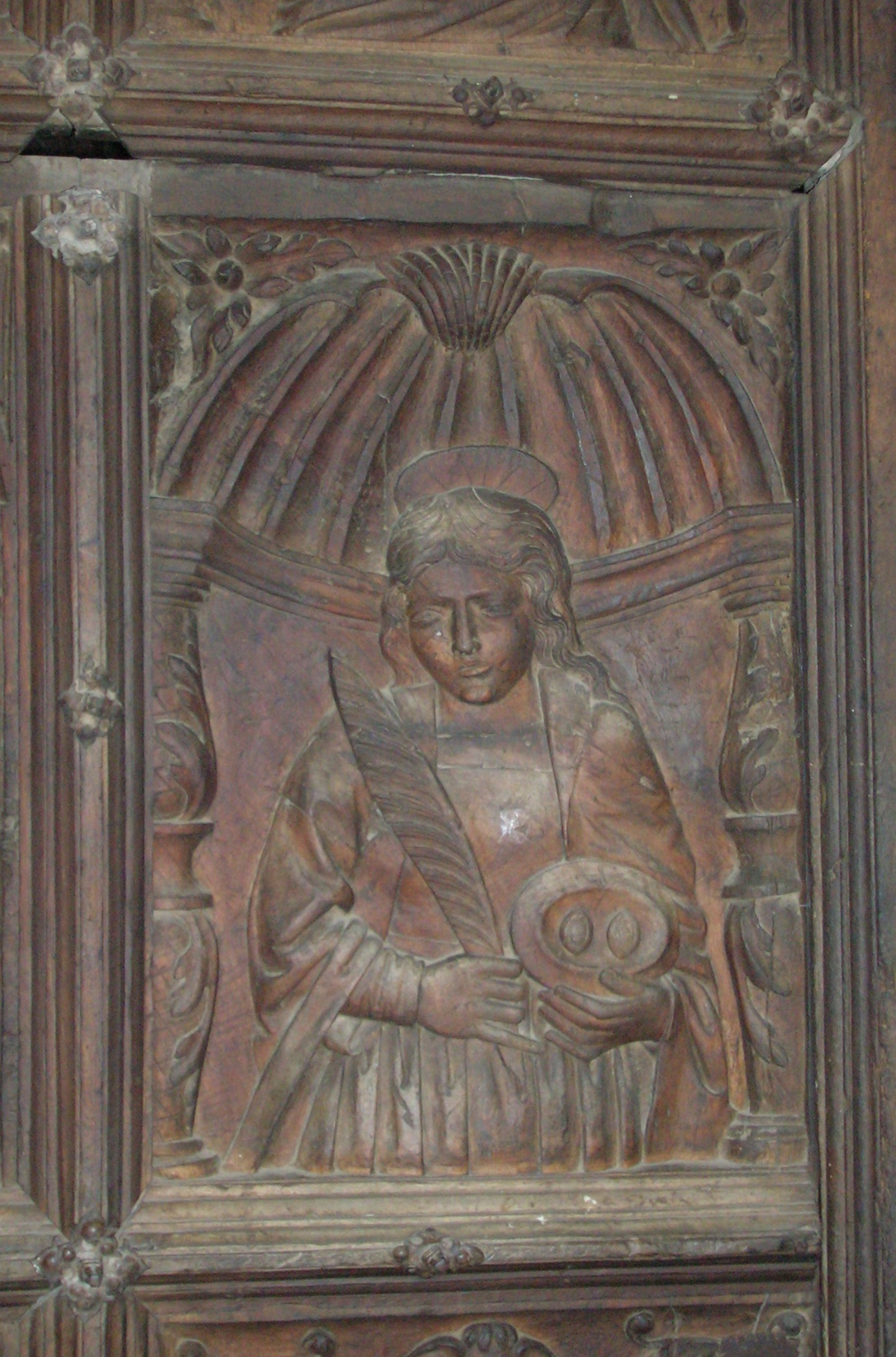
Detail aus dem Kassettenportal (hl. Lucia)
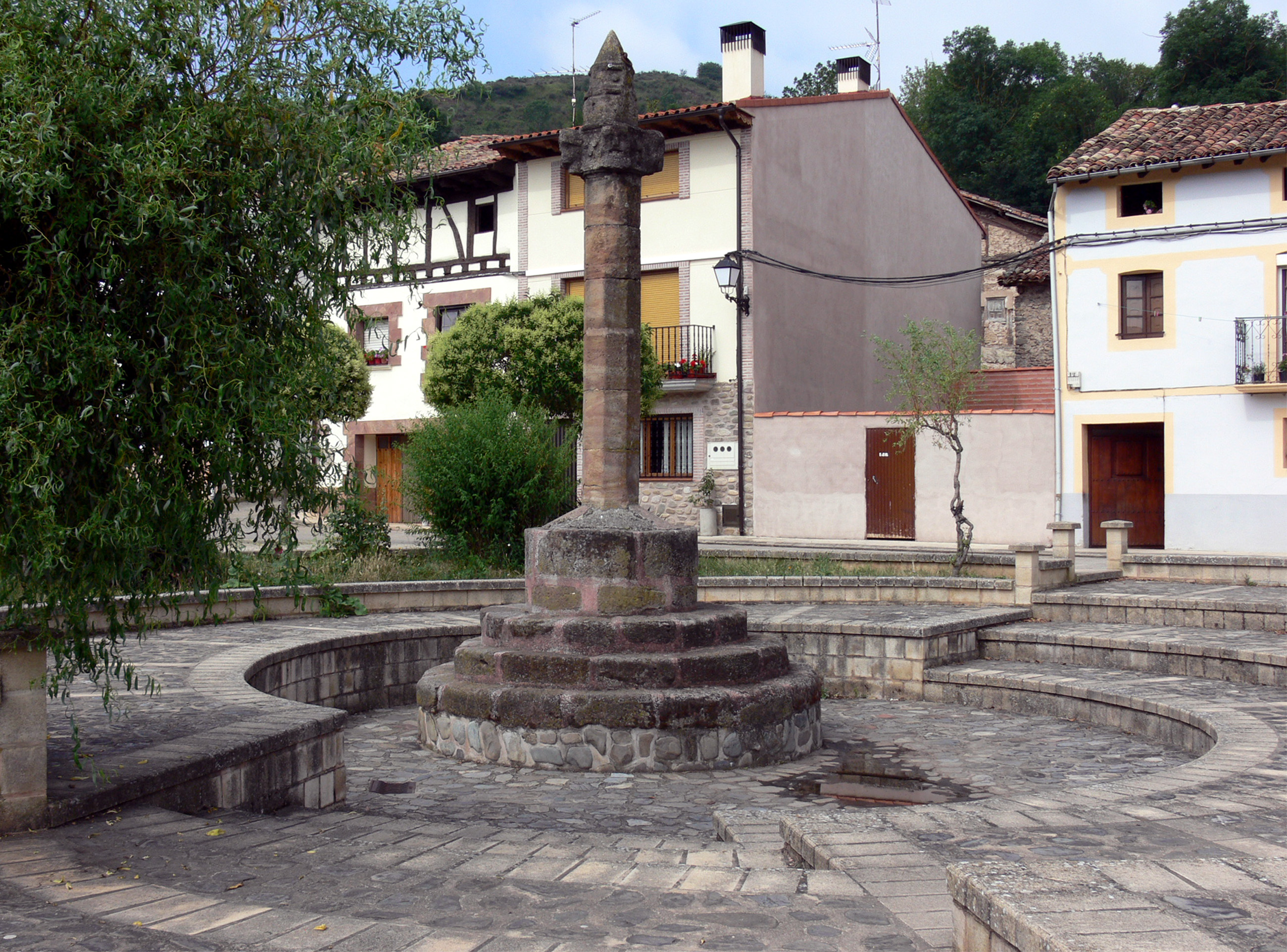
rollo oder picota
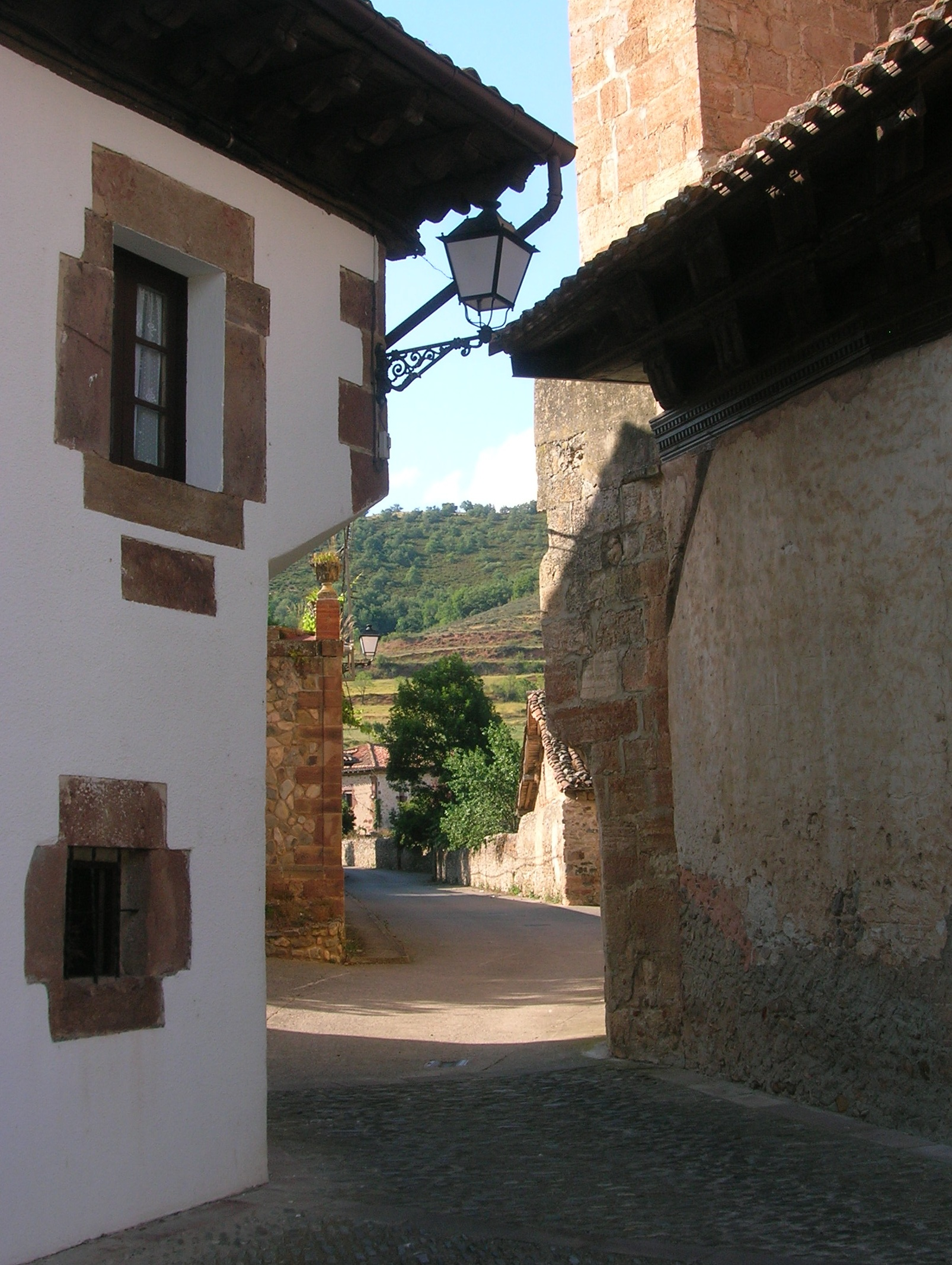
Gasse mit chaflanes